# Мой мужчина (фильм, 2014)
Мой мужчина (яп. 私の男 ватаси-но отоко) — японская мелодрама 2014 года режиссёра Кадзуёси Кумакири по книге Кадзуки Сакурабы. В июне 2014 года фильм получил Гран-при 36-го Московского международного кинофестиваля, а Таданобу Асано — приз за лучшую мужскую роль.

## Сюжет
Хана потеряла всё в результате землетрясения. Её забирает к себе Дзюнго, родственник. По мере взросления Хана влюбляется в Дзюнго.

## В ролях
- Фуми Никайдо — Хана Кусарино
- Таданобу Асано — Дзюнго Кусарино
- Кэнго Кора — Ёсиро Одзаки
- Мотика Ямада — Хана (10 лет спустя)
- Такахиро Миура — Дайсуке

## Критика
Фильм собрал в Японии 19,4 миллионов иен.